# Salvatore Ligresti
Salvatore Ligresti (Paternò, 13 marzo 1932 – Milano, 15 maggio 2018) è stato un imprenditore italiano.

## Biografia
Nacque a Paternò, in provincia di Catania, da una famiglia di agiati commercianti. Aveva un fratello minore, Antonino, medico cardiologo e faccendiere. Aveva studiato Ingegneria prima a Palermo poi a Padova. Giunse a Milano per prestare servizio militare nell'Aeronautica. Congedato decise di stabilirsi nel capoluogo lombardo e aprì uno studio di progettazione. Sabato 8 ottobre 1966 sposò Giorgina Antonietta Susini, figlia del provveditore alle Opere pubbliche della Lombardia, Alfio Susini. Dal matrimonio nacquero tre figli: Jonella Francesca, Giulia Maria e Gioacchino Paolo.
Negli anni intrecciò importanti e proficue relazioni con l'avvocato Antonino La Russa, il finanziere Michelangelo Virgillito, entrambi originari di Paternò, l'imprenditore Raffaele Ursini ed Enrico Cuccia patron di Mediobanca. L'ascesa nel campo degli affari fu rapida, specialmente a cavallo dei primi anni Ottanta: nel 1978 dichiarò al fisco 30 milioni di lire di imponibile, e nell'arco di pochi anni divenne uno degli uomini più ricchi d'Italia. Fu infatti in questi anni che la fortuna economica di Ligresti, soprannominato "Don Salvatore", fece il salto di qualità, complice il boom edilizio della cosiddetta "Milano da bere", degli importanti appalti edilizi che riuscì ad ottenere e delle amicizie influenti.
Ligresti reinvestì i proventi ricavati dalle attività di costruzioni (era riuscito a gestire il 70% dell'intera volumetria del Piano-casa di Milano) in una serie di partecipazioni societarie di importanti aziende italiane dell'epoca, tra le quali Pirelli, Gemina, Mediobanca, SAI "scippata" a Raffaele Ursini e Fondiaria, strappata alla Montedison senza nemmeno promuovere un'Opa sul mercato. Queste partecipazioni societarie gli valsero il soprannome di "Mister cinque per cento". Grazie al sistema di scatole cinesi ai patti di sindacato e alle azioni di risparmio, Ligresti fu in grado di controllare diversi punti nevralgici della finanza italiana malgrado detenesse soltanto una piccola parte delle azioni. A scapito a volte anche dei risparmiatori come nei casi FondiariaSai e Premafin.
Durante Tangentopoli fu arrestato, rimase in carcere per 112 giorni e poi condannato. Nel 2012 cominciò a perdere società del gruppo in seguito a una serie di inchieste giudiziarie, dal falso in bilancio per Fonsai all'aggiotaggio sulla Premafin sino alla bancarotta nel settore immobiliare. Nel febbraio 2017 è stato effettuato il sequestro esecutivo sul 95% del capitale della holding su istanza presentata da UnipolSai.
Malato da tempo, è morto all'età di 86 anni il 15 maggio 2018 all'Ospedale San Raffaele di Milano.

## Scandali giudiziari

### Sequestro della moglie e sospetti legami con la Mafia
Il 5 febbraio 1981 Bambi Susini, moglie di Ligresti, venne rapita dai mafiosi Pietro Marchese, Antonio Spica e Giovannello Greco, fedelissimo di Stefano Bontate. Il sequestro si risolse un mese più tardi senza conseguenze per la Susini, che venne rilasciata a Origgio, grazie al pagamento di un riscatto di seicento milioni di lire. Due dei tre autori del sequestro, dopo essere stati individuati, furono ritrovati morti assassinati: Antonio Spica, in una discarica di Bollate alle porte di Milano; Pietro Marchese, nel carcere dell'Ucciardone; Giovanni Greco scomparve invece nel nulla. Nel 1984 Ligresti fu al centro di un'inchiesta della procura di Roma e poi, nel 1985, di un'inchiesta di quella di Milano per questi fatti, ma entrambe le inchieste non portarono a nulla.

### Scandalo delle Aree d'oro
Nel 1986 Ligresti fu protagonista dello scandalo delle cosiddette "Aree d'oro". Il 18 marzo 1986 l'assessore all'Urbanistica, Carlo Radice Fossati, fece approvare una delibera con cui il Comune di Milano acquistava dei terreni agricoli di Ligresti a 5 000 lire al metro quadro. In ottobre una giornalista informò Radice Fossati che la precedente giunta di sinistra aveva già concordato l'acquisto di quei terreni a prezzi molto più bassi: 500, 800 e 1 000 lire al metro quadro. L'assessore allora, condotta una ricerca negli archivi comunali, trovò le lettere d'impegno, firmate dal suo predecessore Mottini e da Ligresti. Come conseguenza di questo scandalo si dimise la giunta socialista, presieduta dal sindaco Carlo Tognoli, e la magistratura aprì un'inchiesta che terminò con un'archiviazione.

### Tangentopoli
Nel 1992 Ligresti venne arrestato nell'ambito dello scandalo di Tangentopoli, accusato di corruzione per aggiudicarsi gli appalti per la costruzione della metropolitana di Milano e delle Ferrovie Nord. Trascorse 112 giorni presso il carcere di San Vittore e fu condannato a due anni e quattro mesi, ma con l'affidamento ai servizi sociali e lavorò per la Caritas ambrosiana, attività sostitutiva della detenzione. La condanna definitiva del 1997 comportò la perdita dei requisiti di onorabilità richiesti per ricoprire incarichi in Premafin e Fondiaria-Sai. Per questo motivo i figli gli subentrarono negli incarichi operativi.

### Il caso Unipol-Fonsai
Dopo anni di cattiva gestione Fonsai, Milano Assicurazioni e Premafin, le principali società della famiglia Ligresti, sono profondamente indebitate e sull'orlo del fallimento. Nel 2011 i Ligresti sono costretti a cederne il controllo, su pressione di Mediobanca, storico partner di famiglia, alla Unipol. Per evitare il fallimento delle tre società il management di Mediobanca, che da un simile evento rischierebbe di perdere oltre un miliardo di euro, propone a Unipol la fusione con esse. A partire da questa vicenda sono state avviate due inchieste dalle Procure di Milano e Torino.

#### Inchiesta della procura di Milano
Viene aperta nel 2012 allo scopo di indagare Ligresti per il reato di aggiotaggio in relazione a due trust esteri titolari del 20% di Premafin, riconducibili a Don Salvatore; un secondo filone d'inchiesta riguarda la bancarotta delle holding immobiliari di famiglia. Nel maggio dello stesso anno Ligresti e l'a.d. di Mediobanca, Alberto Nagel, vengono indagati in merito ad un patto occulto in base al quale il primo si sarebbe impegnato a non ostacolare la fusione Unipol-Fonsai in cambio della concessione, da parte di Nagel, di una lunga lista di privilegi.

#### Inchiesta della procura di Torino
L'inchiesta viene aperta nell'estate del 2012, sulla scorta dell'indagine milanese, per falso in bilancio e ostacolo all'attività di vigilanza. Il 17 luglio 2013 Ligresti viene arrestato dalla Guardia di Finanza su ordine della Procura di Torino per il reato di falso in bilancio e manipolazione di mercato. La magistratura ritiene che Ligresti, agli arresti domiciliari per via dell'età avanzata, abbia celato l'ammanco di 600 milioni di euro, manipolando la riserva sinistri della Compagnia, e la mancata comunicazione del quale avrebbe provocato un grave danno per le scelte degli investitori. Nell'ambito della medesima inchiesta vengono arrestate le figlie Giulia e Jonella mentre il figlio Paolo, diventato cittadino svizzero da soli 21 giorni, trovandosi nella sua abitazione sul lago di Lugano, evita l'arresto.

#### Assoluzione
La ricostruzione del crac Fonsai fatta dalla procura di Torino è confermata dalla sentenza di primo grado del tribunale, che condanna a 6 anni Salvatore Ligresti e a 5 anni e 8 mesi la figlia Jonella per falso in bilancio e aggiotaggio informativo. L'ex amministratore delegato Fausto Marchionni viene condannato a 5 anni, il revisore Riccardo Ottaviani a 3 anni.
Nel marzo 2019 la Corte d'Appello di Torino, annulla la condanna di primo grado e trasmette gli atti a Milano. Il gip di Milano, accogliendo la richiesta della Procura, il 12 maggio 2021 la proscioglie da tutte le accuse, ritenendole infondate.

## Partecipazioni imprenditoriali
Presidente onorario di Fondiaria-Sai. Presidente onorario di Premafin. Tra i soci di Banca Intermobiliare. Dopo la fusione Unicredit-Capitalia è passato dal consiglio di Capitalia a quello di Unicredit Group.

### Premafin e Fondiaria Sai
La holding Premafin HP S.p.A. nasce nel 1986; negli anni seguenti, tramite una serie di acquisizioni di varie società, acquisisce una partecipazione di controllo della compagnia di assicurazione SAI. Nel 1986 viene quotata alla Borsa valori di Milano. Dopo l'acquisto di Montedison nel 2001, viene rilevato il 29% della Fondiaria Assicurazioni, la quale, nell'anno successivo, viene incorporata nella SAI, assumendo la nuova denominazione di Fondiaria-SAI. Nel 2012 il gruppo assicurativo Unipol conquista il controllo di Premafin, grazie all'acquisto del pacchetto di maggioranza. Fino alla fine del 2012 Premafin è stata controllata da un patto di sindacato stipulato tra società riconducibili a Salvatore Ligresti e ai suoi tre figli.

### RCS Mediagroup
Nel 2004 entra nel consiglio di amministratore della Rcs MediaGroup, società editrice di quotidiani quali il Corriere della Sera e la free press City.
Sempre attraverso Premafin, la famiglia Ligresti possedeva il 5,291% di Rcs MediaGroup e partecipava al patto di sindacato che controllava la società editrice.

### Unicredit
Salvatore Ligresti è stato membro del consiglio di amministrazione del Gruppo UniCredit fino al 22 marzo 2011, data in cui ha rassegnato le dimissioni «... in relazione all'evolversi delle relazioni di affari del gruppo facente capo alla famiglia Ligresti con UniCredit».

### Attività immobiliari
Salvatore Ligresti è stato coinvolto nei più rilevanti interventi urbanistici di Milano (Expo, Fieramilanocity e Garibaldi-Repubblica), di Firenze (Castello e Manifattura Tabacchi), di Torino. A seguito della crisi immobiliare e finanziaria della famiglia, Ligresti è stato costretto ad abbandonare questi progetti. Alla fine gli è rimasta una società-cassaforte, in Svizzera, proprietaria di una trentina d'immobili siti nel quartiere San Siro di Milano.